# Лясковицька сільська рада (Іванівський район)
Лясковецька сільська́ ра́да (біл. Ляскавіцкі сельсавет) — адміністративно-територіальна одиниця у складі Іванівського району Берестейської області Білорусі. Адміністративний центр — село Лясковичі.

## Історія
26 червня 2013 року до складу Лясковецької сільської ради увійшли територія та населені пункти ліквідованої Дружиловицької сільської ради.

## Склад
Населені пункти, що підпорядковувалися сільській раді станом на 2009 рік:
| Населений пункт | Тип  | Населення, осіб (2009) |
| --------------- | ---- | ---------------------- |
| Борова          | село | 32                     |
| Верхустя        | село | 378                    |
| Горовата        | село | 62                     |
| Дружиловичі     | село | 501                    |
| Замошшя         | село | 156                    |
| Калили          | село | 121                    |
| Лясковичі       | село | 1359                   |
| Ляховичі        | село | 430                    |
| Новолучки       | село | 91                     |
| Огово           | село | 284                    |
| Триліски        | село | 115                    |
| Щекотськ        | село | 171                    |

## Населення
За переписом населення Білорусі 2009 року чисельність населення сільської ради становила 2807 осіб.

### Національність
Розподіл населення за рідною національністю за даними перепису 2009 року:
| Національність               | Осіб | Відсоток |
| ---------------------------- | ---- | -------- |
| білоруси                     | 2651 | 94,44 %  |
| росіяни                      | 65   | 2,32 %   |
| українці                     | 62   | 2,21 %   |
| національність не вказана    | 16   | 0,57 %   |
| поляки                       | 4    | 0,14 %   |
| латиші                       | 3    | 0,11 %   |
| молдовани                    | 2    | 0,07 %   |
| турки                        | 2    | 0,07 %   |
| азербайджанці                | 1    | 0,04 %   |
| дві та більше національності | 1    | 0,04 %   |
| Разом                        | 2807 | 100 %    |